# Linha 3 do Metrô de Caracas
A Linha 3: Plaza Venezuela ↔ La Rinconada é uma das linhas em operação do Metrô de Caracas, inaugurada no dia 18 de dezembro de 1994. Estende-se por cerca de 10,35 km. A cor distintiva da linha é o azul.
Possui um total de 9 estações em operação, das quais todas são subterrâneas. A Estação Plaza Venezuela possibilita integração com outras linhas do Metrô de Caracas.
A linha é operada pela C. A. Metro de Caracas. Atende o município Libertador, que integra o Distrito Capital.

## Trechos
A Linha 3, ao longo dos anos, foi sendo ampliada a medida que novos trechos eram entregues. A tabela abaixo lista cada trecho construído, junto com sua data de inauguração, o número de estações inauguradas e o número de estações acumulado:
| Trecho                     | Inauguração            | N.º de estações entregue             | N.º de estações acumulado |
| -------------------------- | ---------------------- | ------------------------------------ | ------------------------- |
| Plaza Venezuela ↔ El Valle | 18 de dezembro de 1994 | 5                                    | 5                         |
| El Valle ↔ La Rinconada    | 15 de outubro de 2006  | 1 (mais 3 foram inauguradas em 2010) | 6 (9 após 2010)           |

## Estações
| Nome                 | Inauguração            | Município  | Integração | Posição     | Latitude      | Longitude     |
| -------------------- | ---------------------- | ---------- | ---------- | ----------- | ------------- | ------------- |
| Plaza Venezuela      | 18 de dezembro de 1994 | Libertador |            | Subterrânea | 10° 29' 46" N | 66° 52' 55" O |
| Ciudad Universitaria | 18 de dezembro de 1994 | Libertador | -          | Subterrânea | 10° 29' 18" N | 66° 53' 21" O |
| Los Símbolos         | 18 de dezembro de 1994 | Libertador | -          | Subterrânea | 10° 28' 58" N | 66° 53' 47" O |
| La Bandera           | 18 de dezembro de 1994 | Libertador | -          | Subterrânea | 10° 28' 43" N | 66° 54' 05" O |
| El Valle             | 18 de dezembro de 1994 | Libertador | -          | Subterrânea | 10° 28' 06" N | 66° 54' 18" O |
| Los Jardines         | 10 de janeiro de 2010  | Libertador | -          | Subterrânea | 10° 27' 33" N | 66° 55' 00" O |
| Coche                | 10 de janeiro de 2010  | Libertador | -          | Subterrânea | 10° 26' 52" N | 66° 55' 26" O |
| Mercado              | 10 de janeiro de 2010  | Libertador | -          | Subterrânea | 10° 26' 23" N | 66° 55' 36" O |
| La Rinconada         | 15 de outubro de 2006  | Libertador | -          | Subterrânea | 10° 26' 06" N | 66° 56' 13" O |